# Audio Anabolika
Audio Anabolika ist das siebte Soloalbum des Berliner Rappers Silla. Es erschien am 21. November 2014 über Flers Independent-Label Maskulin Music Group als Standard-, Premium- und limitierte Amazon-Edition, inklusive Instrumentals, T-Shirt, Poster und Autogrammkarte.

## Inhalt
Im Einstiegslied 1984 behandelt Silla sein bisheriges Leben und in Reflektion seine Rapkarriere. Er rappt über sein tägliches Bodybuilding-Training (Audio Anabolika und Cheatday) sowie über seine Heimatstadt Berlin (Tempelhof). Außerdem befasst Silla sich mit der Vergänglichkeit materieller Werte im Vergleich zu wahren Freundschaften (Stoss es ab) und mit seinem Konsum verschiedener Fernsehserien (Serienkilla). Neben den klassischen Representer-Tracks, wie Absolut Silla 2K14 und Immer noch ein Rapper, ist mit Echo auch ein ruhiger Song auf Audio Anabolika enthalten.

## Produktion
An der Produktion der Instrumentals des Albums waren unter anderem die Musikproduzenten Abaz, Iad Aslan, Phat Crispy, Ear2thaBeat, Manuel Mayer und Commedore beteiligt.

## Covergestaltung
Das Albumcover zeigt eine schwarz-weiße Aufnahme von Silla mit freiem Oberkörper und Sonnenbrille. Er senkt den Kopf vom Betrachter aus gesehen leicht nach rechts unten. Der Hintergrund ist in Weiß gehalten und am oberen Bildrand befindet sich der schwarze Schriftzug Maskulin Präsentiert. In der linken oberen Ecke stehen der Schriftzug Silla in Schwarz und der Titel Audio Anabolika in Rot. Das gleiche Motiv ziert das Cover der Premium-Edition, lediglich der Hintergrund ist schwarz und die Schriftzüge dementsprechend weiß.

## Gastbeiträge
| Professionelle Bewertungen | Professionelle Bewertungen |
| -------------------------- | -------------------------- |
| Kritiken                   |                            |
| Quelle                     | Bewertung                  |
| laut.de                    | [ 3 ]                      |

Auf zehn der 17 Lieder sind neben Silla andere Künstler vertreten. So hat der Rapper MoTrip gleich drei Gastauftritte bei Wasser & Brot, Killaware und Reflektion, wobei auf letzteren beiden ebenfalls der Rapper JokA zu hören ist. Sillas Labelchef Fler tritt auf Immer noch ein Rapper in Erscheinung, während Labelkollege G-Hot in Wem kannst du trauen vertreten ist. Die Newcomer Blut & Kasse (Vergiss was sie erzählen) und RLS (Bandenkrieg 3) haben ebenfalls einen Gastbeitrag. Die Berliner Sängerin Mimoza unterstützt Silla auf dem Song Zeit rennt und der Sänger Flo Mega singt den Refrain des Stücks Echo. Außerdem ist der Rapper RAF Camora bei Stoss es ab zu hören.

## Titelliste
| #  | Titel                    | Gastmusiker     | Länge |
| -- | ------------------------ | --------------- | ----- |
| 1  | 1984                     |                 | 2:52  |
| 2  | Absolut Silla 2K14       |                 | 3:17  |
| 3  | Audio Anabolika          |                 | 3:16  |
| 4  | Immer noch ein Rapper    | Fler            | 3:40  |
| 5  | Tempelhof                |                 | 3:30  |
| 6  | Wasser & Brot            | MoTrip          | 2:53  |
| 7  | Zeit rennt               | Mimoza          | 3:24  |
| 8  | Cheatday                 |                 | 3:56  |
| 9  | Killaware                | MoTrip und JokA | 4:01  |
| 10 | Vergiss was sie erzählen | Blut & Kasse    | 3:22  |
| 11 | Silluminati              |                 | 3:45  |
| 12 | Wem kannst du trauen     | G-Hot           | 2:24  |
| 13 | Serienkilla              |                 | 3:57  |
| 14 | Bandenkrieg 3            | RLS             | 3:33  |
| 15 | Reflektion               | MoTrip und JokA | 4:03  |
| 16 | Stoss es ab              | RAF Camora      | 3:43  |
| 17 | Echo                     | Flo Mega        | 4:19  |

Die Premium- und Limited-Edition enthalten zusätzlich die Instrumentals zu allen Liedern.

## Singles und Videos
Als Single wurde der Song Echo am 17. Oktober 2014 zum Download veröffentlicht. Außerdem erschienen Musikvideos zu den Liedern 1984, Absolut Silla 2K14, Serienkilla, Cheatday und Tempelhof.

## Chartplatzierungen
Audio Anabolika stieg auf Platz 12 in die deutschen Albumcharts ein. In Österreich erreichte es Rang 31 und in der Schweiz Position 23. In allen drei Ländern hielt sich das Album eine Woche in den Charts.